# Johan A. Beckman & Co

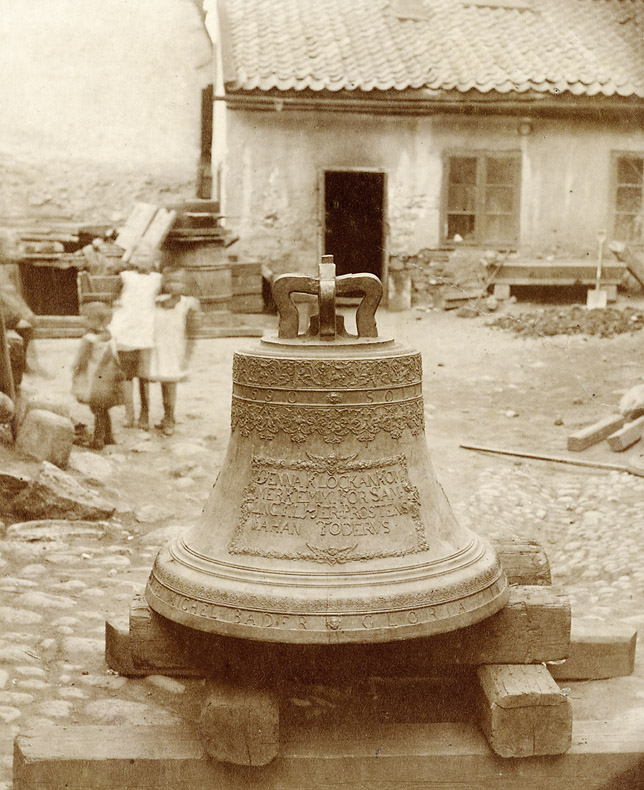
Troligen gjuteriets gård, år 1886. Med kyrkklocka till Kemi kyrka.

Johan A. Beckman & Co (ibland även Joh. A. Beckman & Co) var ett konstgjuteri i Stockholm grundat 1877 och som främst är kända för gjutning av klockor i brons. Verksamheten upphörde 1912.

## Kända klockor (urval)
- Sofia kyrka - tre kyrkklockor 1904 samt 1906
- Mästocka kapell - en klocka gjuten 1878
- Hycklinge kyrka - storklockan omgjuten 1901
- Mörbylånga kyrka - två klockor gjutna 1883
- Vasakyrkan - två klockor gjutna 1907
- Gräsgårds kyrka - lillklockan gjuten 1884
- Sankt Matteus kyrka - två klockor gjutna 1903
- Håbo-Tibble kyrka - Storklockan omgjuten 1907
- Kungälvs kyrka - klocka gjuten 1907
- Vindelns kyrka - två klockor gjutna 1903
- Ödeshögs kyrka - Storklockan 1911
- Källa nya kyrka - Storklockan 1888 och lillklockan 1889
- Väskinde kyrka - klocka omgjuten[2]
- Mästerby kyrka - klockan göts om 1885[3]
- Sandvikens kyrka - 2 klockor gjutna 1889[4]
- Tillinge kyrka - omgjuten Storklocka 1899
- Vårdsbergs kyrka - lillklockan omgjuten 1887.[5]
- Helsinge kyrka (Finland) - klocka gjuten 1893.
- Kemi kyrka (Finland) - klocka omgjuten 1886
- Grycksbo kyrka - klocka gjuten 1906
- Silvbergs kyrka - Storklocka gjuten 1856
- Sättna kyrka - Storklocka gjuten 1910
- Kiruna kyrka - två klockor gjutna 1906
- Åre gamla kyrka - Storklocka gjuten 1782
- Luleå domkyrka - tre klockor gjutna 1893
- Väddö kyrka - två kyrkklockor omgjutna 1872